# Johannes August Christian Roeper
Johannes August Christian Roeper (o Röper) (25 de abril de 1801 - 17 de marzo de 1885) fue un médico, botánico, pteridólogo, taxónomo alemán, aborigen de Bad Doberan.

## Biografía
Estudió con su padre y en el Gimnasium de Lübeck. A los 16 años, se matriculó en la Universidad de Rostock, donde comenzó a estudiar biología. En 1819 se trasladó a la Universidad de Berlín, y luego estudió en la Universidad de Halle, y a continuación en la Universidad de Gotinga. En Halle, estudió con von Shlehtendalem. En marzo de 1823 se convirtió en doctor en medicina. En 1826, visitó Francia e Italia, en París, se reunió con Alexander von Humboldt y A. Jussieu. Compró un herbario de Lamarck, y más tarde lo combinó con su propio.
En 1827, fue nombrado profesor asociado de la Universidad de Basilea, y en 1829 profesor de tiempo completo. En 1836 se le concedió un grado honorario de Doctor en Filosofía, y luego regresó a Rostock, donde reemplazó a Flörke como profesor de biología general. En 1837, la Universidad de Tubinga le otorgó un título honorario de Doctor en ciencias biológicas. En 1846 se convirtió en el director de la biblioteca de la Universidad de Rostock.;

## Algunas publicaciones

### Libros
- 1864. Die Darwin'sche Theorie: eine Rectoratsrede. Ed. Trowitzsch, 32 pp.

- 1860. Vorgefasste botanische Meinungen. 74 pp.

- 1843—1844. Zur Flora Mecklenburgs. 2 vols.

- 1830. De floribus et affinitatibus Balsaminearum. 70 pp.

- 1828. De organis plantarum. Ed. Typis Augusti Wielandi, 23 pp.

- 1824. Enumeratio Euphorbiarum quae in Germania et Pannonia gignuntur. 68 pp. 3 pl.

## Honores

### Eponimia
Género
- (Euphorbiaceae) Neoroepera Mull.Arg. & F.Muell.[4]

- (Zygophyllaceae) Roepera A.Juss.[5]

- (Capparaceae) Roeperia F.Muell.[6] nom. illeg. sin. Justago Kuntze, 1891, nom. nov.

- (Euphorbiaceae) Roeperia Spreng.[7] nom. illeg. sin. Ricinocarpos Desf., 1817

- (Orchidaceae) Roeperocharis Rchb.f.[8]
- La abreviatura «Roep.» se emplea para indicar a Johannes August Christian Roeper como autoridad en la descripción y clasificación científica de los vegetales.[9]